# Ikonoskop
Das Ikonoskop (von altgriechisch εἰκών eikon „Bild“ sowie altgriechisch σκοπεῖν skopein „betrachten“, „schauen“) ist eine Bildaufnahmeröhre, die von Vladimir Zworykin 1923 patentiert, jedoch von Philo T. Farnsworth 1926 zuerst gebaut wurde. Das elektronische Abtastverfahren des Ikonoskops löste das mechanische Abtastverfahren der Nipkow-Scheibe (siehe auch mechanisches Fernsehen) ab.

## Geschichte

### Geschichtliche Einordnung
- Vladimir Zworykin (englische Schreibweise seines Namens) beantragte am 29. Dezember 1923 in den USA ein Patent, das am 20. Dezember 1938 mit US-Patent Nr. 2.141.059 erteilt wurde.[1][2]
- Ähnlichkeiten mit Philo Farnsworths Sondenröhre führten zu einem längeren Patentstreit.
- Dies war die Grundlage der Entwicklung moderner Bildwandler.
- Das Ikonoskop stellte die erste elektronische Grundlage dar, die es ermöglichte, bei Tageslicht Aufnahmen direkt zu übertragen.
- Mit der Ikonoskop-Technik setzte sich 1937 die 441-Zeilen-Norm offiziell durch.
- Zusammen mit der Braun’schen Röhre im Fernsehempfänger (die eigentliche Fernsehröhre, auch Kineskop genannt) löste das Ikonoskop das mechanische Fernsehen ab.
- Die DDR leistete mit der Ikonoskop-Technologie Reparationszahlungen an die Sowjetunion.[3]
- Die Ikonoskop-Technik der Fernsehkameras wurde durch die Orthikon-Technik abgelöst.

### Olympische Spiele 1936
Das Ikonoskop wurde in Deutschland auch als Bildfänger bezeichnet und war die Kamera, die für die historische Fernsehübertragung bei den Olympischen Spielen 1936 in Berlin verwendet wurde. Diese Kamera wurde von Emil Mechau bei Telefunken entwickelt und unter anderen von Walter Bruch während der Sommerspiele bedient, wo sie damals als „Fernseh-Kanone“ bezeichnet wurde. Das Ikonoskop war die erste fahrbare Fernsehkamera der Welt. Es hatte eine Bildauflösung von 180 Zeilen und 25 Bildern/s, ein Objektiv mit 1,60 m Brennweite, eine Masse von 45 kg und eine Gesamtlänge von 2,20 m.

## Funktionsweise

Bild aus dem Patentantrag „Television System“ von Zworykin

Kleine Körner photosensitiven Materials (z. B. Kaliumhydrid) befinden sich durch eine Isolatorschicht abgetrennt auf einer Metallfolie (z. B. Aluminium, siehe im Bild 34–36). Jedes dieser Körner bildet dadurch mit der Metallfolie einen kleinen Plattenkondensator. Wird nun mithilfe von Linsen (siehe im Bild 37) ein Bild auf die lichtempfindliche Seite projiziert, so geben die Körner je nach Helligkeit des einzelnen Bildpunktes Elektronen ab, was auf der Metallfolie punktweise negative Ladungen induziert.
Die Metallfolie befindet sich in einer Braunschen Röhre (siehe im Bild 27, aber auch 25/26 und 28–30), in der sie zeilenweise von einem Elektronenstrahl abgetastet wird. Die Elektronen werden an den hellen Bildpunkten von der induzierten Ladung abgestoßen, tragen aber an den dunklen Punkten zu einem Strom bei, der von der Aluminiumplatte zum Sendegerät fließt.
Dieser prinzipielle Aufbau wurde bis zur kommerziellen Entwicklung noch leicht abgeändert. Unter anderem wurde nicht die Metallfolie, sondern die lichtempfindliche Seite abgetastet.
Das Mosaik von photosensitiven Körnern verglich Zworykin mit den Gegebenheiten im menschlichen Auge.